# Ngũ hổ tướng (TVB)
Ngũ hổ tướng là biệt danh do đài TVB đặt để lăng xê 5 nam diễn viên trẻ tài năng của đài này trong những năm 80 của thế kỷ 20. Họ gồm: Đại Hổ Miêu Kiều Vỹ, Nhị Hổ Thang Trấn Nghiệp, Tam Hổ Huỳnh Nhật Hoa, Tứ Hổ Lưu Đức Hoa, Tiểu Hổ Lương Triều Vỹ.
Trong số này, Lưu Đức Hoa còn có được gọi Ảnh Đế trong nhóm Tứ Đại Thiên Vương của làng âm nhạc Hồng Kông.
Tuy họ tham gia nhiều phim truyền hình và phim điện ảnh với nhau nhưng chỉ có phim truyền hình Dương Gia Tướng (1985) và phim điện ảnh Ngũ Hổ Tướng Đoạn Tuyệt (1991) là có cả năm cùng tham gia.
Sau khi 5 người này thành danh thì đầu thập niên 90, TVB tiếp tục lăng xê 5 diễn viên mới, gọi là Tân Ngũ Hổ Tướng, gồm: Cổ Thiên Lạc, Cổ Cự Cơ, Lưu Khải Uy, Ngô Gia Lạc và Hà Viễn Hằng.

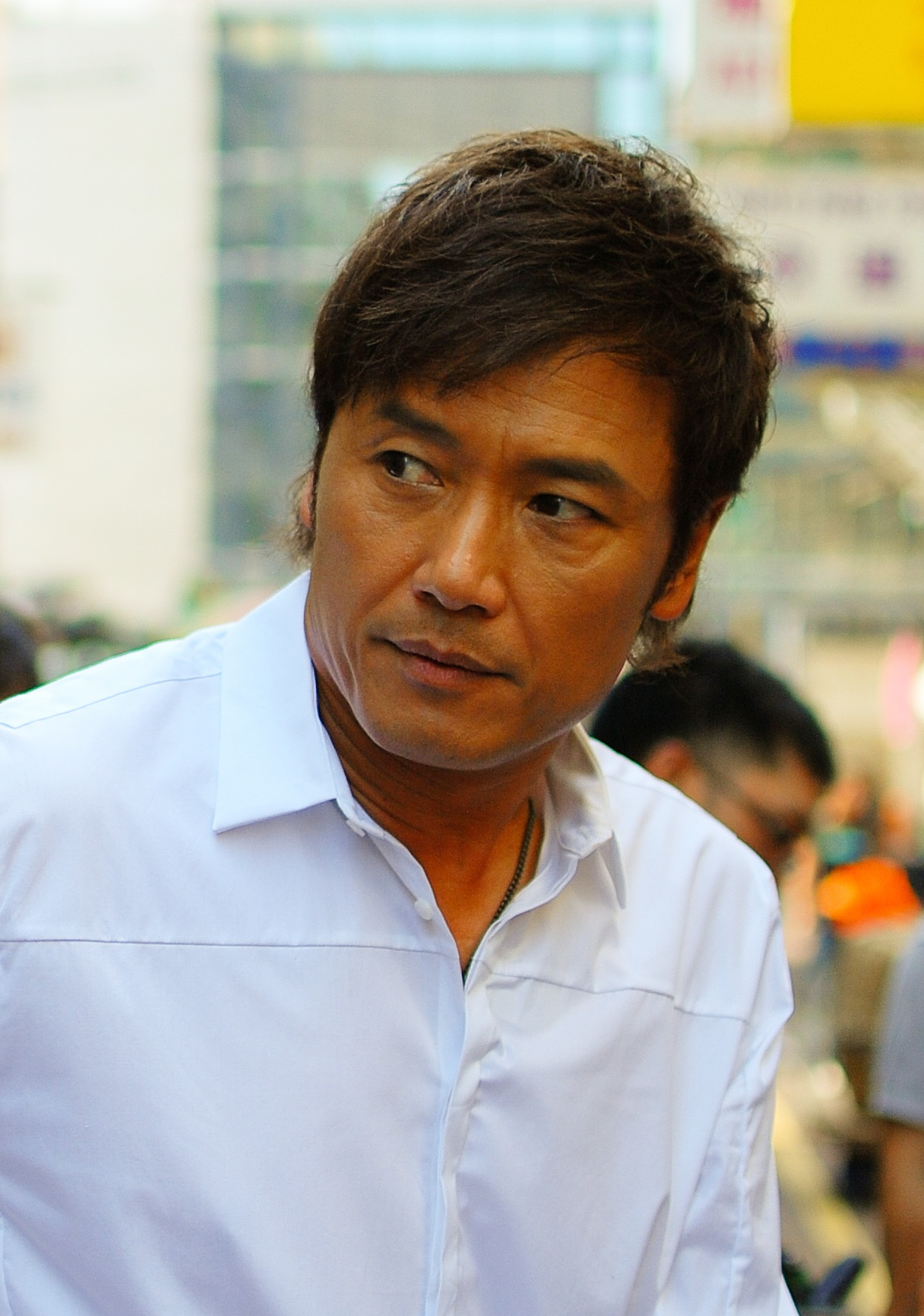
Miêu Kiều Vĩ
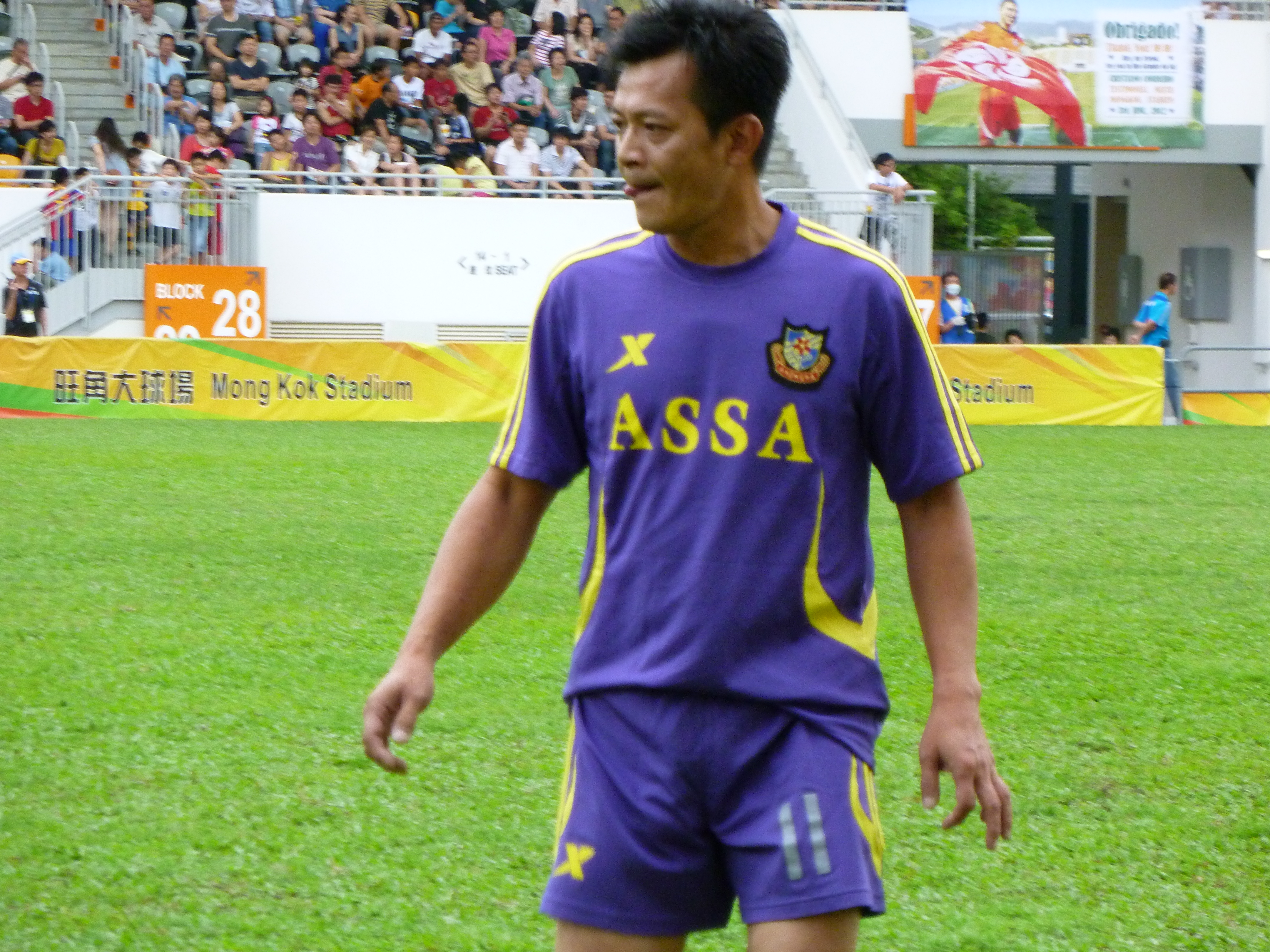
Huỳnh Nhật Hoa
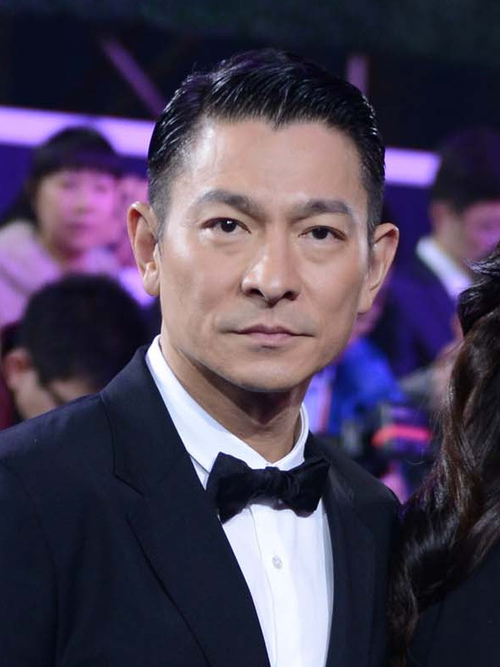
Lưu Đức Hoa
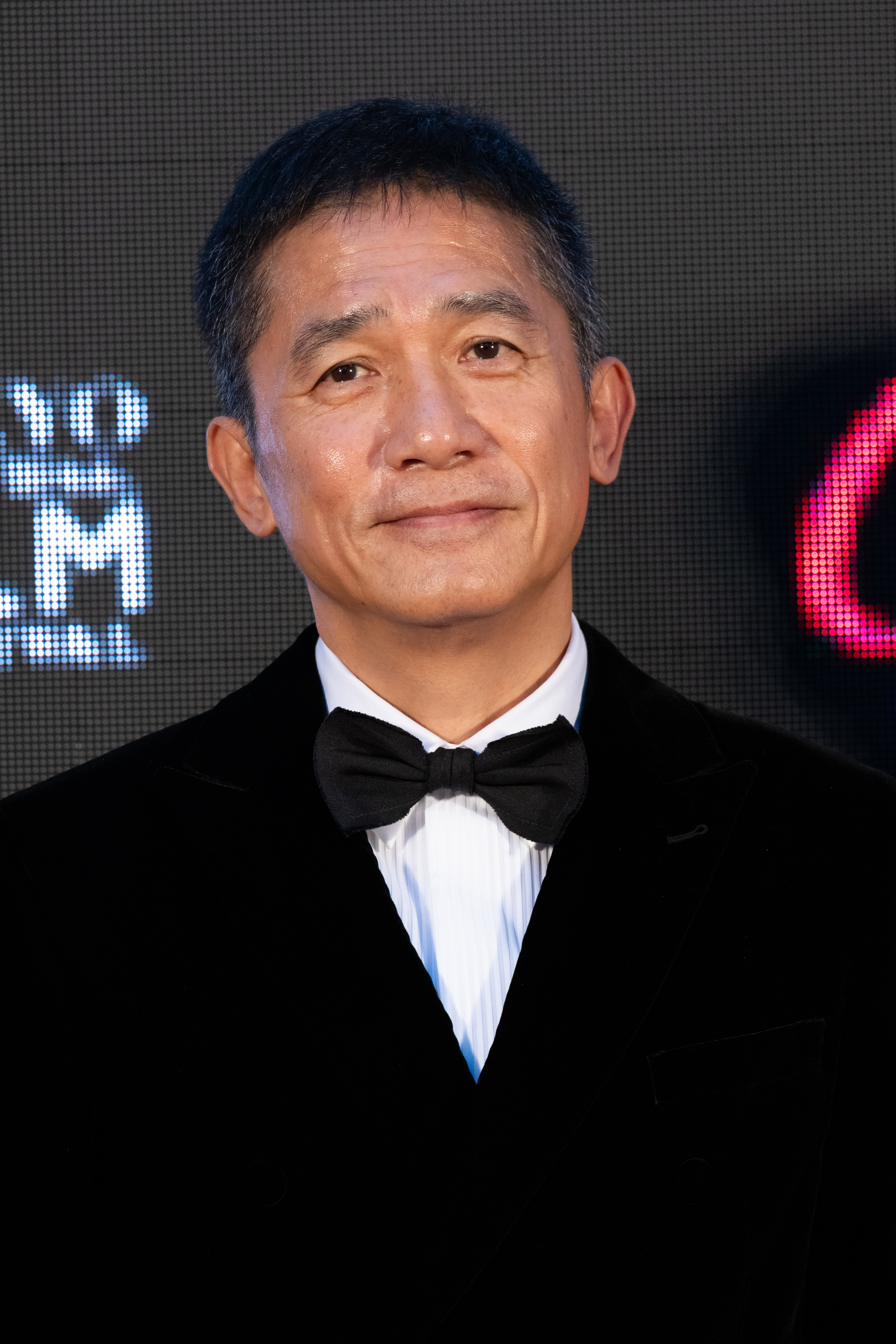
Lương Triều Vỹ